# Thủy điện Nậm Khốt
Thủy điện Nậm Khốt là công trình thủy điện xây dựng trên dòng Nậm Khắt ở xã Ngọc Chiến, huyện Mường La, tỉnh Sơn La, Việt Nam .
Thủy điện Nậm Khốt có công suất 14 MW với 2 tổ máy, sản lượng điện hàng năm 56 triệu KWh, khởi công năm 2007, hoàn thành năm 2010 .

## Nậm Khắt
Suối Nậm Khắt (Mù Cang Chải) là phụ lưu nhỏ của Nậm Chiến trong lưu vực sông Đà.
Nậm Khắt (Mù Cang Chải) bắt nguồn từ vùng núi ở xã Nậm Khắt huyện Mù Cang Chải tỉnh Yên Bái 21°42′43″B 104°14′44″Đ / 21,712045°B 104,245562°Đ.
Suối chảy uốn lượn về hướng nam, đổ vào Nậm Chiến ở phía trên bản Khau Vài 21°37′07″B 104°10′30″Đ / 21,618526°B 104,175012°Đ .

## Tác động dân sinh môi trường
Tại lưu vực Nậm Chiến có đến 4 thủy điện, song tại xã Ngọc Chiến nơi đặt hai thủy điện là Nậm Chiến 1 và Nậm Khốt thì đến năm 2014 dân của 18 bản trong xã chưa được cấp điện, và được gọi là "Nghịch lý Ngọc Chiến" .

## Chỉ dẫn
1. ↑  Trong tiếng Thái-Tày "Nậm" có nghĩa là nước, sông, suối.
 Trong các văn liệu thủy điện thì tên suối được viết là Nậm Khốt.